# Alonso de Orozco
Alonso de Orozco, anche Alfonso (Oropesa, 17 ottobre 1500 – Madrid, 19 settembre 1591), è stato un mistico spagnolo, venerato come santo dalla Chiesa cattolica.

## Biografia
Nobile di nascita, fu educato a Talavera de la Reina e all'Università di Salamanca. Nel 1520 san Tommaso di Villanova lo spinse a entrare nell'Ordine di Sant'Agostino, dove prese l'abito nel 1523. Fu ordinato sacerdote nel 1527.
Tra il 1530 e il 1537 fu nel monastero a Medina del Campo. Nel 1538 a Soria, e poi nel 1540, a Medina. L'anno seguente, 1541, fu nominato generale della provincia di Spagna. Tra il 1542 e il 1544 è stato a Siviglia; tra il 1544 e il 1548 a Granada e, dal 1545, visitatore di Andalusia. Nel 1542 fece un sogno a Siviglia, in cui la Vergine gli disse di scrivere, questo fu l'inizio della sua opera letteraria.
Nel 1549 s'imbarcò come missionario in Messico, ma si ammalò e dovette tornare. Nel 1554, essendo priore del convento di Valladolid, Filippo II lo nominò predicatore reale e si trasferì a Madrid, nel convento di San Felipe el Real. Ha fondato numerosi monasteri, tra cui il convento delle monache recollette di Santa Isabella nel 1589. 
Alla sua morte nel 1591 godeva di una fama di grande santità, testimoniata durante la beatificazione anche da Lope de Vega e Francisco de Quevedo.

## Culto
I suoi resti mortali riposano nella chiesa delle Agostiniane di Madrid.
Fu nominato beato da Papa Leone XIII il 15 gennaio 1882 e canonizzato da Giovanni Paolo II il 19 maggio 2002.
Dal Martirologio Romano: "A Madrid in Spagna, sant'Alfonso de Orozco, sacerdote dell'Ordine degli Eremiti di Sant'Agostino, che, predicatore ufficiale alla corte del re, si mostrò sempre austero e umile". 

## Opere
Alonso de Orozco ha scritto opere in latino e in spagnolo: già ai suoi tempi fu pubblicata una raccolta completa delle sue opere (Recopilación de todas las obras (1554); recentemente nella collana Biblioteca di Autori Cristiani (BAC) è stata intrapresa la nuova pubblicazione dei suoi scritti.